# La donna che ritorna
La donna che ritorna è una miniserie televisiva italiana in quattro puntate, trasmessa dal 18 ottobre al 1º novembre 2011 su Rai 1 in prima serata e prodotta da Endemol per Rai Fiction.

## Trama
In una fredda mattina viene ritrovata, mentre vaga senza meta, un'anziana signora spaventata e sola. Non ricorda il suo nome, non parla, non sa più nulla di sé. Un giovane ispettore, Marco Leoni, si prende cura di lei in attesa che qualcuno la cerchi. Mentre i suoi superiori vogliono spedirla in un ospedale, Marco decide di ospitarla a casa sua. Nel frattempo il giovane sta indagando sull'omicidio di una giovane modella russa, Katia Malik, trovata nuda e strangolata sul litorale romano proprio a poche ore di distanza dal ritrovamento della signora.
In questura intanto si presenta un uomo, Fulvio Silenti, che riconosce l'anziana come sua madre Paola, una signora benestante dedita ad attività di beneficenza. Fulvio porta la madre a casa, ma la donna non ricorda nulla e non riconosce neppure l'amato nipotino Pietro, affetto da una grave patologia cardiaca. Il giorno dopo però, un contadino di nome Bruno Gedda afferma che Paola è in realtà sua moglie, Luisa Bini, che lo aveva abbandonato quasi vent'anni prima insieme alla figlia Alice. Paola quindi si ritrova a dover scavare nella sua mente per cercare un ricordo che la aiuti a stabilire la sua identità.
Lentamente la donna inizia a ricordare qualcosa e Marco trova inaspettatamente in quei frammenti di memoria informazioni e dettagli che possono aiutarlo a catturare il colpevole dell'omicidio di Katia. Il delitto è collegato alla morte di Valentina, babysitter del piccolo Pietro uccisa con le stesse modalità della modella. Passo dopo passo, Paola si rende conto di essere legata a quei delitti e in una corsa contro il tempo tenta di recuperare se stessa e il suo passato, che si rivela molto più oscuro e drammatico di quanto lei potesse immaginare.
Con l'avanzare della storia, Paola/Luisa o chi per lei, ricorda il suo passato: violenze, abusi e omicidi. Oramai si può fidare di ben poche persone; persino un suo "amico" che le è stato vicino a lungo si rivelerà colpevole di un delitto orrendo, ma a cui cerca in tutti i modi di rimediare.

## Distribuzione
| nº              | Prima TV         |
| --------------- | ---------------- |
| Prima puntata   | 18 ottobre 2011  |
| Seconda puntata | 19 ottobre 2011  |
| Terza puntata   | 25 ottobre 2011  |
| Quarta puntata  | 1º novembre 2011 |